# Lim Jong-hoon
Lim Jong-hoon (koreanska: 임종훈), född 21 januari 1997 är en sydkoreansk bordtennisspelare. Han vann brons med det sydkoreanska laget vid världsmästerskapen i bordtennis 2018 och silver i dubbel tillsammans med Jang Woo-jin vid världsmästerskapen i bordtennis 2021. Som bäst har han varit rankad 11 (i april 2023).